# Mythos (proyecto musical)
Mythos es un proyecto canadiense de música new age iniciado en 1996 por Bob D'Eith y Paul Schmidt. Bob (piano) y Paul (guitarra), colectivamente escriben, producen e interpretan los álbumes con la ayuda de varias sesiones de artistas intérpretes. La pieza central del sonido de Mythos se basa en la guitarra acústica y el piano, que son acentuados por vocalistas invitados. Sintetizadores e interpretaciones en diversos estilos musicales son regularmente incorporados en la música. 

## Historia
Robert (Bob) D'Eith asistió a la Universidad de Victoria en la década de 1980, teniendo la vez un Bachillerato en Artes (BA) y una Licenciatura en Derecho (LLB) de esta institución. Antes de la creación de Mythos, tocó los teclados en la banda de rock Rymes with Orange, y contribuyó a los récords de una serie de producciones de cine y de televisión. A lo largo de su carrera musical, también ha mantenido una práctica privada legal en Derecho del Entretenimiento, y en la actualidad ostenta los títulos de Presidente de Música Adagio (etiqueta Mythos, antes conocida como "Spark"), y Director Ejecutivo de Música BC. 
D'Eith y Schmidt formaron Mythos en 1996. Los primeros lanzamientos de Mythos, Introspection e Iridescence, fueron de D'Eith con Spark Records y se limitaban al mercado canadiense. El éxito de estos álbumes llevó a la distribución de Mythos por Higher Octave, el primero que lanzó fue un álbum homónimo que contiene sobre todo canciones de versiones anteriores. Este lanzamiento fue un éxito comercial, alcanzando el número 18 en la lista de Billboard Top New Age Albums. Higher Octave continuó lanzando dos álbumes de estudio por el grupo, los cuales se colocan en la lista Billboard. Higher Octave se ha reestructurado varias veces en los últimos años por su padre de etiqueta, Narada y EMI. La versión de Mythos, Purity, se distribuyó por Pacífic Music y Alula Records. 
Recientemente en el 2010, en conmemoración al 15.º aniversario del nacimiento de Mythos, presentan un "tema perdido" completamente remezclado y masterizado en Estudios de Camelot por Bob D'Eith, productor de Mythos, "Rain " fue una de las primeras canciones escritas por todos los padres de Mythos: Bob D'Eith y Paul Schmidt. Esta pieza nunca llegó a Higher Octave ni al primer lanzamiento de "Mythos", sino que representa una de las selecciones favoritas de la banda.

## Estilo musical
Los críticos han descrito a Mythos como new age, ambient, ethereal, y film-oriented, con influencias del jazz, clásica, góspel-soul, y varios estilos de world. Muchos de sus temas incluyen interpretaciones vocales, pero pocos tienen letra. La música es de múltiples capas, incorporando sintetizadores y numerosos instrumentos acústicos. Varios artistas invitados y/o músicos han contribuido a cada uno de los lanzamientos de estudio de Mythos, lo más prominente es la pareja de esposos, Rene Worst (bajo) y Jennifer Scott (voz).

## Premios y nominaciones
Mythos fue nominado para el premio Juno a Artista Instrumental del Año en 1998. Bob D'Eith fue nominado por los Canadian Music Awards' al Mejor Tecladista del Año en 1995. Álbumes individuales han ganado y han sido nominados a varios premios.

## Discografía
- 1996 – Introspection
- 1996 – Angels Weep
- 1997 – Iridescence
- 1998 – Mythos
- 2000 – Reality of a Dreamer
- 2002 – Eternity
- 2006 – Purity
- 2013 – Journey

### Sencillos
- "November Dance"
- "Danse Planinata"
- "Kaleidoscope"
- "Angels Dance"
- "Ascent"
- "Rain"